# Friedrich von Eyben (lensgreve)
 Der er flere personer med dette navn, se Friedrich von Eyben.
Friedrich lensgreve von Eyben (født 24. april 1770 i Meiningen, død 6. november 1825 i Frankfurt am Main) var en tysk godsejer og dansk diplomat.
Han var søn af kansler i Glückstadt Adolph Gottlieb von Eyben. Efter først at have gjort tjeneste i den glückstadtske landsregering fulgte han som sekretær med Niels Rosenkrantz til kongressen i Rastatt, hvor han i 1799 indgik i den kommission, der undersøgte mordet på de franske udsendinge, og afleverede en beretning om sagen til ærkehertug Karl.
blev derefter sekretær ved rigsforsamlingen i Regensburg, udnævntes 9. september 1803 til befuldmægtiget sammesteds sammen med baron Diede og rappelleredes (tilbagekaldtes) med denne 12. september 1806, da forsamlingen opløstes. Han sendtes derpå i december 1808 som gesandt til Berlin, hvor han forblev til oktober 1816, da han afløstes af grev Christian Bernstorff. Allerede 18. august 1815 var han blevet akkrediteret som gesandt ved Det tyske Forbund i Frankfurt, hvor han forblev til sin død, 6. november 1825. Han var Storkors af Dannebrog siden 1815, og 1817 udnævntes han til dansk lensgreve. 1823 modtog han storkorset af den hessiske Løveorden.
I 1815 blev han nødsaget til at sælge sine godser i Klützer Winkel i Mecklenburg og erhvervede i stedet den mindre ejendom Gut Ruhetal ved Wittenburg.
Han blev 1803 gift med Dorothea Caroline Elisabeth von Veltheim (1776-1811) og efterlod en søn, Fritz von Eyben (1805-1889), der døde i Mecklenburg som landdrost, og med hvem den grevelige linje er uddød, og en datter, Adelheid Henriette Louise Caroline von Eyben (1808-1882), der ægtede hans tidligere sekretær og senere efterfølger i gesandtskabet i Frankfurt, baron Friedrich Christian Ferdinand von Pechlin.